# MT비
MT비(MT比)는 동력분산식 철도 차량의 동력차(M)와 부수차(T) 구성비를 가리킨다. 전동차 비율이라고도 한다

## 정의와 특성
전동차나 디젤 동차 등의 동력분산식 차량은 주행하기 위한 동력을 가진 동력차와 그렇지 않은 부수차로 구성된다. 이 구성비를 MT비라고 부르며 전항을 동력차 수, 후항을 부수차 수의 비로 나타내는 것이 기본이다. 동력차 6량과 부수차 4량으로 구성된 편성이면, MT비는 3:2가 된다. 또, 단순하게 동력차와 부수차의 편성을 그대로 '6M 4T'와 같이 쓰는 경우도 있는데, 이것도 넓은 의미의 MT비라고 할 수 있다.
동력차의 비율이 높은 것을 'MT비가 높다(크다)', 부수차의 비율이 높은 것을 'MT비가 낮다(작다)'라고 표현한다. 일반적으로 MT비가 높으면 고성능 편성이 되며, 반대로 MT비가 낮으면 경제적인 편성이 된다. 또, 차량 형식이 같아도 노선의 특성이나 운전시각표에 따라 MT비를 바꾸는 것으로 성능이 다른 편성을 만들 수 있다.

### 전동차의 MT비
- 전동차의 동력차에서는 각 차축에 1대씩 주전동기를 탑재하는 것이 보통이지만, 일본의 JR 도카이 313계 전동차와 같이, 3량 편성인 경우에도 보통 동력차를 1량, 부수차를 1량으로 한 다음 1량을 한쪽 편의 대차만 동력대차로 하여 전체의 MT비를 1:1로 하고 있는 경우도 있다. 동일한 예로는, JR 서일본 223계 전동차가 4개의 차축 중 3축에 주전동기를 탑재하여 전체의 MT비를 조정하던 일도 있었다. 이러한 예를 볼 때, MT비는 동력대차와 부수대차의 구성비, 혹은 동력축과 비동력축의 구성비라고 정의할 수도 있다.
- MT비는 요구 성능과 경제성을 고려하여 결정되며, 요구 성능으로서는 편성출력이나 점착성능 등을 들 수 있다. 일반적으로 급구배 노선의 전동차나, 지하철 등 높은 가속성능이 요구되는 전동차는 이러한 요구 성능이 높기 때문에, 비교적 높은 MT비가 설정되어 있다.
- 직류전동기가 이용되었던 시대에는, 급구배 노선용 차량·고가속 성능 차량으로 2:1, 평탄선구용은 1:1정도가 일반적이었다. 그러나 현재는 소형으로 높은 출력을 내는 유도전동기가 이용됨과 동시에, 전자제어기술의 진보에 의해 점착성능도 향상되었기 때문에 MT비는 내려가는 경향이며, 1:1를 밑도는 편성도 드물지 않다.

### 디젤 동차의 MT비
- 디젤 동차는 전동차에 비하면 실용상의 출력 특성에서 뒤떨어지기 때문에, 부수차는 두지 않고 모두 동력차로 설정하는 것이 기본이다. (엔진의 정격출력은 전동기에 비교해 그다지 뒤떨어지지는 않는다. 그러나, 전기 차량에서 자주 행해지는 과부하 운전을 할 수 없으며, 액체 변속기와 조합했을 경우 중속 토크 특성이 낮기 때문에 실용상의 출력 특성은 전동기에 비해 낮다.)

## 같이 보기
- 동력분산식 열차
- 동력차
- 부수차